# جم ییعیت اوزوم اوغلو
جم ییعیت اوزوم اوغلو (انگلیسی: Cem Yiğit Üzümoğlu؛ زادهٔ ۱ مارس ۱۹۹۴) بازیگر اهل ترکیه است. وی از سال ۲۰۱۶ میلادی تاکنون مشغول فعالیت بوده‌است.
از فیلم‌ها یا برنامه‌های تلویزیونی که وی در آن نقش داشته‌است می‌توان به ظهور امپراطوری‌ها : عثمانی اشاره کرد.